# Radiocapitolazioni
Radiocapitolazioni (titolo completo Radiocapitolazioni. Voci, versi, musiche di Vinicio Capossela) è stato un programma radiofonico, consistente di 14 racconti radiofonici andati in onda in 15 puntate su radio Radio3 dal 16 novembre al 3 dicembre 2004.
Nei circa 15 minuti di ogni puntata Capossela alterna brani tratti da Non si muore tutte le mattine, sua opera letteraria edita da Feltrinelli nel 2004, a pezzi cantati.

## Puntate
1. Presentazione + La quantità (16/11/2004)
2. Barrio (17/11/2004)
3. Girone Tangenziale (18/11/2004)
4. Sun Motel (19/11/2004)
5. La balera di Maldonado (20/11/2004)
6. Io e Nuttles (22/11/2004)
7. Waterloo (23/11/2004)
8. Cosa ha ucciso Jack Kerouac (24/11/2004)
9. Sarajevo - Bar - Bari - Bar (25/11/2004)
10. Il girone dei rebetici (26/11/2004)
11. Sollevatori bulgari (29/11/2004)
12. L'animale del Chiavicone (30/11/2004)
13. Il negro Dum Dum e la costola di Garopaba (01/12/2004)
14. Nice and Nice - Preludio (02/12/2004)
15. Nice and Nice - Finale (03/12/2004)